# Barbara Sipes
Barbara Ann Sipes (Topeka, 26 maggio 1935 – 2 agosto 2021) è stata una cestista statunitense.

## Carriera
Con gli Stati Uniti disputò due edizioni dei Campionati mondiali (1957, 1967) e due dei Giochi panamericani (1955, 1967).